# Valleseco
Valleseco è un comune spagnolo di 3 949 abitanti situato nella comunità autonoma delle Canarie.